# 헤이키 캐흐쾨넨
헤이키 캐흐쾨넨(핀란드어: Heikki Kähkönen, 1891년 12월 26일 ~ 1962년 6월 30일)은 핀란드의 레슬링 선수였다.

## 올림픽
그는 1920년 하계 올림픽에 출전했고 레슬링 그레코로만형 페더급 부문에서 은메달을 땄다.

## 참조
1. ↑  "1920년 앤트워프 하계 올림픽 – 레슬링" 보관됨 2007-08-26 - 웨이백 머신 databaseOlympics.com (2008년 8월 27일)